# Stazione di Casal Velino
La stazione di Casal Velino era una stazione ferroviaria posta sulla linea Battipaglia-Reggio di Calabria. Serviva il centro abitato di Casal Velino.

## Storia
La stazione fu attivata nel 1889 in concomitanza con l'apertura del tronco ferroviario Vallo della Lucania-Pisciotta . Si trova in località Velina nel comune di Castelnuovo Cilento.
È stata chiusa al servizio viaggiatori a causa dello scarso traffico, data la sua posizione dislocata rispetto al centro di Casal Velino, distante anche dal centro di Castelnuovo. Il centro abitato più vicino, ma di dimensioni modeste, era Casal Velino Scalo, facente parte sempre del comune di Castelnuovo, oggi chiamato Velina e che si sviluppò successivamente all'apertura della stazione.

## Strutture e impianti
La stazione dispone di un fabbricato viaggiatori e di due binari passanti dedicati al servizio passeggeri, muniti di banchine, pensiline e un sovrappassaggio (demolito).